# نادي الوحدة لكرة السلة
نادي الوحدة لكرة السلة هو نادي كرة سلة سوري من مدينة دمشق. في عام 2003 استطاع الفوز بكأس أبطال آسيا لكرة السلة وهو النادي السوري الوحيد الذي يفوز بتلك البطولة.
تُوّج فريق الوحدة بلقب بطولة الدوري السوري لكرة السلة لإحدى عشرة مرة في تاريخه منها اثنتان على التوالي.

## تاريخ الانجازات والبطولات
| البطولة                 | العدد  | الأعوام |        |        |        |
| الدوري                  | الدوري | الدوري | الدوري | الدوري | الدوري |
| ----------------------- | ------ | --- | ------ | ------ | ------ |
| الدوري الممتاز - البطل  | 11     | 1994/1993، 1997/1996، 1998/1997، 1999/1998، 2001/2000، 2002/2001، 2003/2002، 2014/2013، 2015/2014، 2023/2022، 2024/2023 |        |        |        |
| الكؤوس المحلية          |        | |        |        |        |
| كأس سوريا - البطل       | 8      | 1996، 2001، 2002، 2003، 2004، 2017، 2021، 2022                                                                          |        |        |        |
| كأس السوبر - البطل      | 1      | 2022 |        |        |        |
| البطولات الآسيوية       |        | |        |        |        |
| كأس أبطال آسيا - البطل  | 1      | 2003 |        |        |        |
| كأس أبطال آسيا - الوصيف | 1      | 2004 |        |        |        |
| كأس أبطال آسيا - الثالث | 2      | 2001، 2002 |        |        |        |
| كأس غرب آسيا ‏ - البطل   | 2      | 2000، 2001 |        |        |        |
| كأس غرب آسيا ‏ - الوصيف  | 1      | 2004 |        |        |        |